# 趙東曦
趙東曦（？—1644年），字升之，號餘衣、馭初，直隸松江府上海縣人，明朝政治人物。

## 生平
趙東曦是嘉靖三十四年舉人趙廷炯的孫子、嘉靖三十五年進士趙灼的嗣孫，在萬曆四十六年（1618年）中舉人，次年（1619年）成進士，礼部觀政，四十八年授福建閩縣知縣，天啓六年調浙江金華縣，七年丁憂歸。崇祯三年補河南嵩縣知縣，行取考选，崇禎四年（1631年）遷任刑科給事中，上請發起在邊塞屯田，充實軍用，但沒有回音。適逢宣府衛有私下交好的事，王坤當時負責監宣餉，又同期請求調換。於是趙東曦進言：「宣府失事，令陛下震怒，於是逮捕巡撫沈棨、罷免本兵熊明遇。其時王坤才在飲城樓商榷議和，得到邊臣長期包庇，不可能卸責；他更誇大邊境戰事暫停為自己功勞，請求調換。遣派內臣讓陛下一用並不容易，現在即使全部撤走都算不早。王坤只顧調官，意圖遮掩事實。希望陛下治罪王坤，撤走各使回京。」崇禎帝卻說：「宣鎮私下求和，是王坤上奏發現的，何謂欺隱呢？」因此貶謫他為福建布政司都事。
後來他再獲起用，擔任行人正、禮部郎中，奉使回鄉。弘光帝繼位，徵召趙東曦為刑科給事中，未及赴任即去世。

## 引用
1. 1 2  錢海岳《南明史·卷三十三·列傳第九》：趙東曦，字馭初，上海人。萬曆四十七年進士。繇知縣遷刑科給事中，請興屯塞下充軍用。適宣塞有私款事，王坤監宣餉，且請代，因上言：「宣塞失事，陛下震怒，逮巡撫沈棨，罷本兵熊明遇。乃坤方會飲城樓，商榷議和，邊臣庇倚，欺蔽日甚。坤不得辭同罪，反侈邊烽已熄為己功，且請代。夫內臣之遣，陛下一之用，非不易之典。今即盡撤之，猶謂不早。坤顧請代，圖彌縫於去後。願陛下正坤罪，撤各使回京。」上怒，謫福建布政都事。
2. ↑  《同治上海縣志·卷十五·選舉表上》：……（萬曆）四十六年戊午科解元盛文琳……趙東曦 見進士 ……四十七年己未科莊際昌榜……趙東曦 嘉靖乙卯廷炯孫，丙辰灼嗣孫，附傳
3. ↑  《萬曆四十七年己未科進士履歷》：趙東曦，餘衣，禮一房，己亥九月二十日生。上海县人，戊午九十七，会十，三甲九十七。礼部政，庚申授福建閩縣知縣，丙寅調金華县，丁卯丁憂，庚午補嵩县，戊辰行取考选，辛未授刑科給事中，壬申降布政司都事，甲戌升行人司左司付。
4. ↑  《明史·卷二百五十八·列傳第一百四十六》：（趙）東曦，字馭初，上海人。萬歷四十七年進士。崇禎五年，由知縣入為刑科給事中，請興屯塞下，以充軍用，不報。適宣塞有私和事，王坤時監宣餉，且請代。東曦上言：「宣塞失事，陛下赫然震怒，逮巡撫沈棨，罷本兵熊明遇。乃監視王坤方會飲城樓，商榷和議，邊臣倚庇，欺蔽日甚。坤不得辭扶同罪，反侈邊烽已熄為己功，且請代。夫內臣之遣，陛下一用之，非不易之典，今即盡撤之，猶謂不早。坤顧請代，圖彌縫於去後。願陛下正坤罪，撤各使還京。」帝言：「宣鎮擅和，實坤奏發，何謂欺隱？」調東曦外任，謫福建布政司都事。
5. ↑  錢海岳《南明史·卷三十三·列傳第九》：久之，起行人正、禮部郎中，奉使歸里。安宗立，召刑科給事中，未及赴卒。